# Botrucnidiferidae
Famille
Les Botrucnidiferidae sont une famille de cnidaires anthozoaires du groupe des Ceriantharia (les « cérianthes ») et de l'ordre des Spirularia.

## Liste des genres
Selon World Register of Marine Species (8 juin 2021) :
- genre Angianthula Leloup, 1964
- genre Atractanthula Leloup, 1964
- genre Botruanthus McMurrich, 1910
- genre Botrucnidiata Leloup, 1932
- genre Botrucnidifer Carlgren, 1912
- genre Calpanthula Van Beneden, 1897
- genre Cerianthula Beneden, 1898
- genre Gymnanthula Leloup, 1964
- genre Hensenanthula van Beneden, 1897
- genre Ovanthula van Beneden, 1924
- genre Sphaeranthula Leloup, 1955

## Systématique
Le nom valide de ce taxon est Botrucnidiferidae Carlgren, 1912.